# Alakır Çayı
Der Alakır Çayı ist ein Fluss zum Mittelmeer in der südtürkischen Provinz Antalya.
Der Alakır Çayı entspringt in den Bey Dağları, einem Gebirgszug des Taurusgebirges westlich der Stadt Antalya.
Der Fluss strömt in überwiegend südlicher Richtung durch den Landkreis Kumluca.
Die 1971 fertiggestellte Alakır-Talsperre wurde zu Hochwasser- und Bewässerungszwecken errichtet und staut den Fluss zu einem über 3 km² großen Stausee. Unterhalb des Staudamms setzt der Fluss seinen Kurs nach Süden fort. Der Alakır Çayı erreicht die Küstenebene und vollführt einen scharfen Bogen nach Osten und anschließend wieder nach Süden, bevor er südwestlich von Kumluca in die Bucht von Finike mündet.
Der Alakır Çayı hat eine Länge von 62 km. Der mittlere Abfluss beträgt 4,5 m³/s.
Etwa 3 km westlich des Flusslaufs befindet sich die antike Stadt Limyra. Eine antike Brücke, die so genannte „Brücke bei Limyra“, führte früher über den Alakır Çayı. Heute sind am westlichen Flussufer noch Brückenreste vorhanden.